# 獨行女騎者探案
《獨行女騎者探案》是柯南·道爾所著的福爾摩斯探案的56個短篇故事之一，收錄於《福爾摩斯歸來記》。

## 故事簡介
史密斯小姐生長在單親家庭。一天，一名男士到訪，自稱受到史密斯小姐叔叔的遺托，要幫助照顧她們，於是以優厚的條件聘請了史密斯小姐擔任鋼琴教師。不過，在上下班途中的一路上，史密斯小姐發現有一奇怪的男子跟蹤她，於是她便向福爾摩斯求助。起初，福爾摩斯只是要求華生到當地調查跟蹤者。後來，發現事態危急，福爾摩斯立即動身前往，終發現整件事是一個圈套，目的是奪取史密斯小姐叔叔留給她的一大筆遺產。